# 385571 Otrera
385571 Otrera è un asteroide troiano del pianeta Nettuno. Scoperto nel 2004, presenta un'orbita caratterizzata da un semiasse maggiore pari a 30,0275239 UA e da un'eccentricità di 0,0233332, inclinata di 1,43347° rispetto all'eclittica.
Con il medesimo periodo orbitale di Nettuno, orbita nel punto lagrangiano L4 del pianeta, circa 60° innanzi rispetto alla sua posizione lungo l'orbita.
L'asteroide è dedicato a Otrera, leggendaria prima regina delle Amazzoni.